# Dahlak
Dahlak est un district de la région Semien-Keih-Bahri de l'Érythrée. La capitale de ce district est Jimhil. Le district regroupe les îles et îlots de l'archipel des Dahlak et une large surface de récifs de corail. l'île de Dahlak Kebir, la plus grande de l'archipel, a donné son nom au principal village du district, Dahlak Kebir.
L'Arabe, dit « Arabe Dahlik », ou Dahlik, est la langue de 95 % de la population du district. Il est proche de l'Arabe parlé au Yémen. L'Anglais est utilisé pour les tâches administratives et l'enseignement.  

## Histoire
L'historien Al Tabari évoque la présence d'un pénitencier dans les iles Dahlak. Des théologiens Qadarites y auraient été déportés sous le califat omeyade Hisham au VIIIe siècle.

## Subdivisions
Le district est subdivisé en sept communes : 
1. Aranat
2. Cumbeiba
3. Debe'aluwa
4. Jimhil
5. Nokra
6. Port Smyth
7. Sahelia
8. Sceic Abdo Raama